# 十甲基二氯二茂钛
十甲基二氯二茂钛是一种有机钛化合物，分子式为Cp*2TiCl2（其中Cp* = C5(CH3)5，即五甲基环戊二烯）。它是一种红色固体，可溶于非极性有机溶剂。这个配合物一直得到广泛研究。它是许多有机钛配合物的前体，也与缺少甲基的二氯二茂钛有关。

## 合成与反应
这个配合物由四氯化钛与LiCp*的反应制备。三氯化五甲基环戊二烯基钛是合成中的中间体。
在乙烯存在下还原Cp*2TiCl2会得到加成物Cp*2Ti(C2H4)。类似的Cp化合物仍未得以制备，这个差别也突显了Cp*配体的优势。这个五甲基环戊二烯基（Cp*）物种可以发生许多反应，例如炔的环加成反应。
在一氧化碳存在下还原Cp*2TiCl2，可以制备二羰基配合物Cp*2Ti(CO)2。

## 扩展阅读
- Rosenthal, U.;  et al. . Chemical Reviews. 2000, 33: 119–129. PMID 10673320. doi:10.1021/ar9900109.